# Каменец (Кировоградская область)
Каменец (укр. Кам'янець; до 1822 года — Куцовка, в 1822—2024 годах — Новгородка) — посёлок, центр Новгородковской поселковой общины Кропивницкого района Кировоградской области Украины.

## История
Являлась селом Новгородковской волости Александрийского уезда Херсонской губернии Российской империи. В 1923 году стала центром Новгородковского района
1 февраля 1935 года началось издание районной газеты.
В ходе Великой Отечественной войны с 7 августа 1941 до декабря 1943 года село было оккупировано немецкими войсками.
В мае 1966 года Новгородка стала посёлком городского типа. В 1974 году здесь действовали пищекомбинат, завод по розливу минеральной воды, кирпичный завод и филиал лесомелиоративной станции.
В январе 1989 года численность населения составляла 7067 человек.
В мае 1995 года Кабинет министров Украины утвердил решение о приватизации находившихся в посёлке райсельхозтехники и райсельхозхимии.
По состоянию на 1 января 2013 года численность населения составляла 5839 человек.
В 2020 году посёлок стал центром Новгородковской поселковой общины Кропивницкого района
В сентябре 2024 года, постановлением Верховной Рады Украины посёлок был переименован в Каменец

## Транспорт
Находится в 13 км от ж.-д. станции Куцовка (на линии Знаменка — Долинская).

## Известные уроженцы
В посёлке родился Герой Советского Союза Семёнов, Дмитрий Иванович (1913—2006), Герой Социалистического Труда Дмитровская, Екатерина Петровна (1906—1999).